# 小子爱找茶
《小子爱找茶》是日本漫画家西森博之所著的漫画作品。于《週刊少年Sunday》（小学馆）的2007年18号上开始连载，至2009年35号完结。单行本全11卷。话数的计法是「第○服」。

## 故事
国中时代号称最凶狠的不良少年，人称「恶魔阿雅」的船桥雅矢，在进入高中就读后，希望能够脱离不良的修罗之道，过上平静的校园生活，从而加入了茶道社。然而，由于过去的恶名，他那脱离不良行列的计划，从一开始就注定了是多灾多难。

## 登場人物

### 開架高中

#### 茶道社
船橋雅矢
本作品的主角。开架高中一年级学生。以高大的身体和恶魔般的脸孔，还有其极具威胁的战斗能力，是个在国中时期就已所向无敌的不良少年，被人们称为恶魔阿雅。
真面目是个心地很温柔的天然呆。可是对他认为是「恶」「敌」的对手，制裁起来毫不留情。身上恶魔的气魄和恶魔的眼神，让对手的身心都受到体无完肤的恐怖打击。结果被他打倒的坏人，将其无敌传说越传越广。再加上脸孔凶恶，不断有人找上门来，形成「暴力的连锁」，只能不断击倒他人，造成周围的人都对其避之唯恐不及的悲剧少年。幼年时带着他周围躲债的温柔母亲病逝后，还被冷酷无情的父亲所抛弃。认识山田是在小学三年级，那时眼神就很凶恶，打架也很厉害。把本来对昆虫很感兴趣的山田变得讨厌起来的罪魁祸首。
正如山田所形容的那样「缺乏感情」，对周遭的事物没太大的感受和反应，基本上就像能面般没有表情。天生就是一副恶相，虽然本人没有太大的自觉，也已经像是利刃般散发着斗气，走到哪里都会让人吓得跑开，或是找上门来干架，因而非常苦恼。本人渴望能脱离那种生活，过上和平的人生，以「LOHAS」（他自己解释为温柔人生）作口头禅。
因此他的目标是成为「温柔的人」。认为「男人要够强才会温柔」，所以不断锻炼身体，达到运动员的水平。另外，小时候还学习过武术，柔道等十八般武艺样样精通。几乎什么也不怕，虽然相信幽灵的存在，可是看到了也是处之泰然。不过对蜘蛛没辙。
想趁着上高中来切断跟暴力的因缘，过上和平的生活，便打算参加社团。对不怕自己过去的名声、不作回避前来邀请的姊崎深感兴趣，于是参加了茶道社。希望能够成为姊崎那样心胸宽广的人，很迷恋她。对姊崎的感情是极度的单纯。
山田航
开架高中一年级学生。跟雅矢在小学三年级的时候，一起从高年级的坏学生手中把锹形虫抢回来，支持就成了好友，非常理解他。
表面上是个温文尔雅的人，实际上也是个好战的不良少年，就像「1500W的微波炉」（＝热得快）般沸点低，容易生气。是少数可以理解雅矢的人，虽然有时会戏弄他，可是也很反感那些因为偏见而避开他的人。加入茶道社的目的实际上是想看雅矢被姊崎拒绝的场面。
自尊心比雅矢还要高，跟他一样讨厌道歉。为了变强而到道场学习空手道，却因为把所学用在干架上，故被开除。也有跟雅矢一起学习过柔道。懂得「LOHAS」和各种谚语，意外地富有常识。是个帅哥，所以深受女性欢迎，不过因为性格使然，并没有跟同一个女生相处超过一个月。
姊崎奈緒美
开架高中茶道社社长。邀请雅矢加入茶道社的人。被形容为开架高中的「良心」，是个很有礼仪、心胸宽广的人，认为相信他人是首要大事，亦以此来待人接物，故此首次看到雅矢也能温柔地打招呼。可是实际上当时也觉得很害怕，在听到有关雅矢的传闻时身子还是颤抖起来了。不过随着日后的相处，两人的距离在逐渐缩短。
是雅矢与夏帆的憧憬和尊敬对象。
淺川夏帆
开架高中一年级学生，茶道社成员。对茶道一窍不通。性格刚强，不会容忍错误的事情，即使面对不良少年说起话来依然毫不留情。虽然跟雅矢他们一般顽固，不够率直（极度害羞），实际上非常关心他人。很讨厌愚蠢的不良少年和受人欢迎的男生。擅长批评别人，而不管是称赞别人还是被人称赞都受不了。目标是能够成为像社长那样可以真诚表现自己的温柔的人。
飯倉智花
夏帆的好友。同样是茶道社的一年级学生。非常胆小，亦因此对吓人很有心得。大多是负责将暴走的夏帆变回正常状态。
野原樹實
开架高中三年级学生，茶道社成员。端庄秀丽。跟社长奈绪美很要好。
慎大寺珠美
开架高中二年级D班学生。茶道社副社长。巨乳。
奧沼民子
开架高中二年级学生，茶道社成员。性格保守，沉默寡言。因为害怕所以没有正眼看过雅矢，所以也没有被他记住。有个小她一岁的弟弟一彦，两人的性格恰恰相反。曾经被雅矢出手相助，之后就没那么怕他了。
縱島洋
开架高中的老师，茶道社的顾问。非常喜欢「只有」女生的茶道社，对被女生以礼相待充满快感。除了姊崎，社员对他的评价对很差。虽然一直以来男社员都被他赶走了，可是屈服于雅矢与航的迫力，无法赶走他俩。

#### 動畫研究社
使用茶道部隔壁的图书准备室的同好会。成员大多是草食系的宅男宅女，不过跟船桥他们的关系很好。简称为「动画社」。
澤村
开架高中二年级学生，动画研究社成员。性格温厚，非常宝贝自己画的漫画。有个上小学的妹妹。
柏井卓
开架高中三年级学生，动画研究社社长。经常说冷笑话。国中时代有着被人欺负的经验，不过自己克服过来了。
結城
头发有点长，淳朴的二年级学生。习惯用漫画来对现状举例。擅长上色。
丸山
淳朴的黑发男生。身材矮小。
頭髮遮住眼睛的女生
容易害羞，无口。

#### 柔道社
勝田

南

萩原

#### 其他學生
北沼

貓田

### 輕拳高中
樫澤光輝

桂木

古田

若菜

### 船橋一家
船橋香菜

外公

雅矢的父親

### 其他
小宮

內藤

幅部

## 出版書籍
| 卷數 | 小學館         | 小學館                 | 東立出版社     | 東立出版社             | 文化傳信   | 文化傳信               |
| 卷數 | 發售日期       | ISBN                   | 發售日期       | ISBN                   | 發售日期   | ISBN                   |
| ---- | -------------- | ---------------------- | -------------- | ---------------------- | ---------- | ---------------------- |
| 1    | 2007年8月10日  | ISBN 978-4-09-121168-2 | 2008年7月16日  | ISBN 978-986-10-1834-8 | 2010年4月  | ISBN 978-988-804-957-8 |
| 2    | 2007年11月16日 | ISBN 978-4-09-121216-0 | 2008年7月16日  | ISBN 978-986-10-1835-5 | 2010年4月  | ISBN 978-988-804-984-4 |
| 3    | 2008年2月18日  | ISBN 978-4-09-121290-0 | 2008年8月7日   | ISBN 978-986-10-1836-2 | 2010年5月  | ISBN 978-988-805-008-6 |
| 4    | 2008年5月16日  | ISBN 978-4-09-121387-7 | 2008年10月8日  | ISBN 978-986-10-1934-5 | 2010年6月  | ISBN 978-988-805-055-0 |
| 5    | 2008年8月11日  | ISBN 978-4-09-121448-5 | 2008年12月25日 | ISBN 978-986-10-2394-6 | 2010年8月  | ISBN 978-988-805-077-2 |
| 6    | 2008年11月18日 | ISBN 978-4-09-121506-2 | 2009年5月4日   | ISBN 978-986-10-2888-0 | 2010年9月  | ISBN 978-988-809-003-7 |
| 7    | 2009年2月18日  | ISBN 978-4-09-121593-2 | 2009年8月4日   | ISBN 978-986-10-3401-0 | 2010年9月  | ISBN 978-988-809-031-0 |
| 8    | 2009年4月17日  | ISBN 978-4-09-121898-8 | 2009年10月12日 | ISBN 978-986-10-3620-5 | 2010年10月 | ISBN 978-988-809-057-0 |
| 9    | 2009年7月17日  | ISBN 978-4-09-121700-4 | 2010年1月14日  | ISBN 978-986-10-4145-2 | 2010年11月 | ISBN 978-988-809-082-2 |
| 10   | 2009年9月17日  | ISBN 978-4-09-121786-8 | 2010年1月28日  | ISBN 978-986-10-4498-9 | 2011年1月  | ISBN 978-988-809-109-6 |
| 11   | 2009年10月16日 | ISBN 978-4-09-122046-2 | 2010年3月3日   | ISBN 978-986-10-4678-5 | 2011年1月  | ISBN 978-988-809-137-9 |

## 電視劇
本劇於2021年10月8日至12月24日在東京電視台深夜電視劇時段「周四劇24」，逢星期五 0點30分 - 1點（星期四深夜）播放。主演為鈴木伸之（劇團EXILE）。本作亦是他首度單獨主演的電視連續劇。 同年3月5日於日本Amazon Prime Video全12話一次先行公開放送。改編自西森博之同名原作，也是繼【我是大哥大!!】後，再度出演同作者的翻拍作品。

### 演員列表
- 船橋雅矢：鈴木伸之（劇團EXILE) [2]
- 山田航：瀨戶利樹[2]
- 淺川夏帆：萩原農
- 姊崎奈緒美：久間田琳加
- 飯倉智花：永島聖羅[3]
- 慎大寺珠美：仁科かりん
- 奥沼民子：平川結月
- 樫澤光輝：山本直寛
- 北沼：濱正悟
- 縱島洋：野間口徹

### 製作人員
- 原作：西森博之
- 腳本：加藤拓也、幸修司
- 導演：古澤健、高土浩二
- 配樂：林祐介
- OP主題歌：湘南乃風 （Universal J）[4]
- ED主題歌：iScream 「Maybe…YES」（LDH Records）[4]
- 茶道指導：北見宗幸
- 製作人：瀧山直史（東京電視台）、中里友樹（Digital Frontier）
- 製作：東京電視台、デジタル・フロンティア
- 製作：「小子愛找茶」製作委員會（東京電視台・小學館・LDH JAPAN・環球音樂日本）

## 外部連結
- まんが家BACKSTAGE 西森博之（日語）
- 電視劇官方網站（日語）
- 電視劇的X（前Twitter）（日語）
- 電視劇的Instagram帳戶（日語）